# NGC 2848
NGC 2848 (другие обозначения — MCG −3-24-7, UGCA 160, IRAS09178-1618, PGC 26404) — спиральная галактика с перемычкой (SBc) в созвездии Гидры. Открыта Уильямом Гершелем в 1785 году.
В 1994 году в галактике вспыхнула сверхновая SN 1994L типа II. Её пиковая видимая звёздная величина составила 14,7. Эта сверхновая вспыхнула в достаточно ярком скоплении в южной части галактики, возраст которого составляет 5 миллионов лет, а металличность — 0,69 солнечной. Эти параметры соответствуют сроку жизни звезды с массой 46 M⊙.